# Бугры (Фатежский район)
Бугры — деревня в Фатежском районе Курской области России. Входит в состав Миленинского сельсовета.

## География
Деревня находится в северной части Курской области, в пределах Дмитриевско-Курской гряды, в лесостепной зоне, на правом берегу реки Усожи, на расстоянии примерно 1 километра (по прямой) к востоку от города Фатежа, административного центра района. Абсолютная высота — 186 метров над уровнем моря.

### Климат
Климат характеризуется как умеренно континентальный, с тёплым летом и умеренно холодной зимой. Среднегодовая температура — 4,9 °C. Средняя температура воздуха самого тёплого месяца (июля) — 16 — 20 °C (абсолютный максимум — 40 °C); самого холодного (января) — −12 — −5 °C (абсолютный минимум — −37 °C). Продолжительность безморозного периода составляет в среднем 151 день. Вегетационный период длится около 182 дней. Среднегодовое количество атмосферных осадков составляет 582 мм, из которых 460 мм выпадает в период с апреля по октябрь. Снежный покров держится в течение 139 дней.

### Часовой пояс
Деревня Бугры, как и вся Курская область, находится в часовой зоне МСК (московское время). Смещение применяемого времени относительно UTC составляет +3:00.

## Население
| 2002 | 2010 |
| ---- | ---- |
| 153  | ↗173 |

### Половой состав
По данным Всероссийской переписи населения 2010 года в половой структуре населения мужчины составляли 46,8 %, женщины — соответственно 53,2 %.

### Национальный состав
Согласно результатам переписи 2002 года, в национальной структуре населения русские составляли 100 %.

## Инфраструктура
Личное подсобное хозяйство. В деревне 76 дома.

## Транспорт
Бугры находится в 4 км от автодороги федерального значения М2 «Крым» (Москва — Тула — Орёл — Курск — Белгород — граница с Украиной) как часть европейского маршрута E105, в 26 км от автодороги регионального значения 38К-018 (Курск — Поныри), в 5 км от автодороги 38К-039 (Фатеж — 38К-018), в 1 км от автодороги межмуниципального значения 38Н-210 (М-2 «Крым» – Зыковка – Малое Анненково – 38К-039), на автодороге 38Н-211 (38Н-210 – Бугры), в 27 км от ближайшей ж/д станции Возы (линия Орёл — Курск).
В 166 км от аэропорта имени В. Г. Шухова (недалеко от Белгорода).